# Jan van Ruusbroecs "Werken"

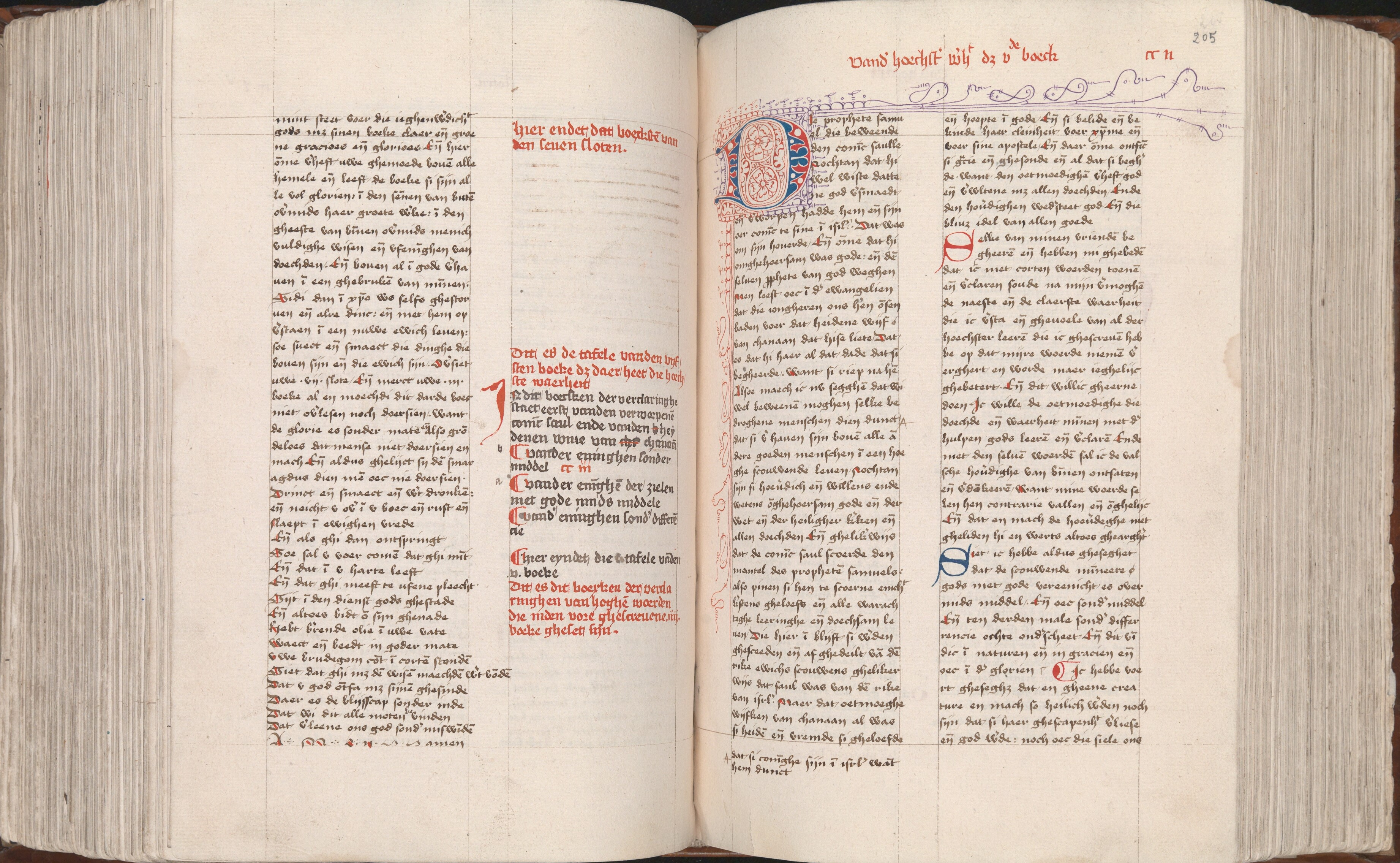
Fragment uit het uitgebreide verzamelhandschrift "Werken" van Jan van Ruusbroec. Vervaardigd in Bergen op Zoom in 1480 door kopiiste Martina van Woelputte.

Het manuscript Werken is een Middelnederlands verzamelhandschrift met de teksten van Jan van Ruusbroec dat voltooid werd in 1480 en bewaard wordt in de Universiteitsbibliotheek Gent. Deze bibliotheek bevat nog andere afzonderlijke manuscripten van zijn werk, zoals handschrift 1292.

## Verzamelhandschriften
Van de talrijke Ruusbroec-handschriften - meestal genaamd, Werken - die na 1361 in welke taal dan ook hebben bestaan, zijn er ca. 230 bewaard gebleven. Dit aantal is niet zo hoog, als het op het eerste gezicht wel lijkt. Daarin zijn immers begrepen niet alleen handschriften met werken van Ruusbroec in diens moedertaal, maar ook codices met geschriften van Ruusbroec in een Latijnse, Duitse of Engelse vertaling; niet alleen manuscripten met volledige werken, maar ook handschriften met langere of kortere excerpten; niet alleen veertiende- of vijftiende-eeuwse codices, maar ook late afschriften, die in de 16de en zelfs nog in de 17de eeuw tot stand zijn gekomen. Die ca. 230 handschriften zijn over ca. 80 binnen- en buitenlandse bibliotheken verspreid en bevatten ca. 330 volledige of gedeeltelijke afschriften van werken van Ruusbroec of excerpten daaruit.
Omstreeks 1380, kort vóór of kort na het overlijden van Ruusbroec, werd in Groenendaal een verzamelhandschrift aangelegd, dat diens elf traktaten bevatte. Het was een statige perkamenten codex in folioformaat, die zowat 350 bladen telde en zwaar en onhandzaam moet zijn geweest. Toen de oorspronkelijke band versleten was, werd hij in twee gelijke delen gesplitst. In het eerste, thans verloren deel bevonden zich Dat rike der ghelieven, Die cierheit der gheesteliker brulocht, Vanden blinckenden steen, Vanden vier becoringhen, Vanden kerstenen ghelove, Vanden seven sloten, Dat boecsken der verclaringhe en Vanden twaelf beghinen; in het tweede, nog bewaarde deel (Brussel, K.B., 19.295-97) bevinden zich Vanden gheesteliken tabernakel, Een spieghel der ewigher salicheit en Van seven trappen. De volgorde der traktaten was echter verschillend, toen de codex nog niet in twee delen was gesplitst. Om twee gelijke delen te bekomen en het omvangrijke traktaat Vanden gheesteliken tabernakel niet over de twee delen te moeten verdelen, werden bij de splitsing drie traktaten, nl. Vanden seven sloten, Dat boecsken der verclaringhe en Vanden twaelfbeghinen, van het tweede naar het eerste deel verplaatst, zodat de oorspronkelijke volgorde van de traktaten werd gewijzigd. De splitsing moet tussen 1417-20 en 1480 hebben plaatsgehad: in 1417-20 vermeldde Henricus Pomerius in zijn De origine monasterii Viridisvallis de traktaten in de volgorde, waarin ze in de nog niet gesplitste Groenendaalse verzamelcodex voorkwamen en in 1480 vervaardigde zuster Martine van Woelputte te Bergen op Zoom, een afschrift van dezelfde codex, die toen al in twee delen was gesplitst, want zij plaatste de drie traktaten van het tweede deel voorop, omdat zij dat deel, waarin de Ruusbroec-miniatuur voorkomt, voor het eerste hield.
Dat laatste verzamelhandschrift is dus afkomstig uit Bergen op Zoom, meer bepaald in het Dal van Josaphat, en was voor een lange tijd bewaard bij enkele regularissen. Het handschrift is dus niet de oudste kopie van de verzamelde werken die in Groenendaal werden bijgehouden reeds tijdens het leven van Ruusbroec, maar wel het handschrift waardoor de miniatuur een prominente rol is beginnen spelen in het handschrift zelf, maar ook in literatuurgeschiedenissen en onderzoek.

## Miniatuur

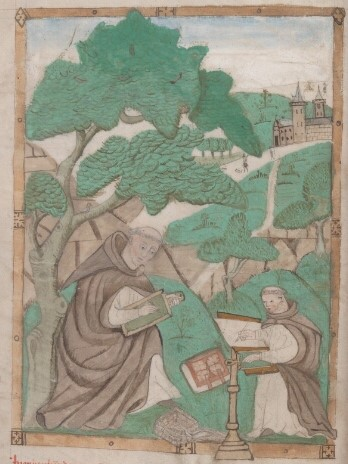
Bekende miniatuur uit het manuscript "Werken" (1480).

De miniatuur is ondertussen een gekende afbeelding bij historici en letterkundigen. Het vertoont Jan van Ruusbroec die zich in Groenendaal terug trok in de bossen. Hij nam wastafeltjes mee om te noteren wat hem werd ingefluisterd door de Heilige Geest. De goddelijke inspiratie waarop Ruusbroec zich beroept is echter niet genoeg om een werk in definitieve vorm te vervaardigen. We merken dat zijn traktaten een zeer precieze structuur hebben die sterke overeenkomsten vertonen met toen reeds bestaande preekschema’s. Om dit te verkrijgen moest hij dus overgaan naar een tweede, meer ambachtelijke, fase van het schrijverschap waarbij het materiaal op zijn wastafeltjes werd geordend en geformuleerd. Waarschijnlijk gebeurde dit gedeelte niet in de tot de verbeelding sprekende omgeving van het Zoniënwoud, maar gewoon achter de lessenaar. Getuige hiervan is dus de miniatuur. Rechts op de miniatuur, ziet men het wijdverspreide beeld van Ruusbroec die in het bos inscripties maakt op een wastablet, maar in de linkerbenedenhoek zit een monnik aan een lessenaar de inhoud van een wastablet over te schrijven op een vel perkament. Deze figuur werd lang beschouwd als de voorstelling van de vlijtige kopiist die de werken van zijn medebroeder Ruusbroec aan het kopiëren was, maar deze tweede figuur kan uiteraard ook Ruusbroec zelf voorstellen, die zijn ideeën die hij op zijn wastablet had genoteerd verder uitwerkte in zijn cel.

## Inhoud
Het handschrift "Werken" uit 1480 is een van de volledigste verzamelingen van Ruusbroecs werken. Het bevat de volgende onderdelen:
- Proloog
- Inhoudstafel
- Vanden gheesteliken tabernakel
- Spieghel der eeuwigher salicheit
- Vanden seven trappen
- Vanden seven sloten
- Verder inhoudstafel
- Boecsken der verclaringhe
- Vanden twaelf beghinen
- Een onderwijs
- Dat rijcke der ghelieven
- Die gheestelike brulocht
- Vanden blinckenden steen
- Vanden vier becoringhen
- Vanden kersten ghelove
- Exempel
- Colofon

Het werk bevat dus vele belangrijke stukken die Ruusbroec ooit geschreven heeft. Het handschrift kent twee handen. Een eerste is zonder twijfel die van Martina van Woelputte, een non in het klooster van St. Margareta in 't Dal van Josaphat. De tweede hand is onbekend, maar beide stukken werden geschreven in een gotisch cursief handschrift. Het handschrift is versierd met rolstempels en sloten. Het manuscript in zijn geheel werd door de Universiteitsbibliotheek Gent aangekocht bij de veiling van C.P. Serrure in 1872-1873 en is sindsdien steeds daar bewaard gebleven.

## Handschrift 1292

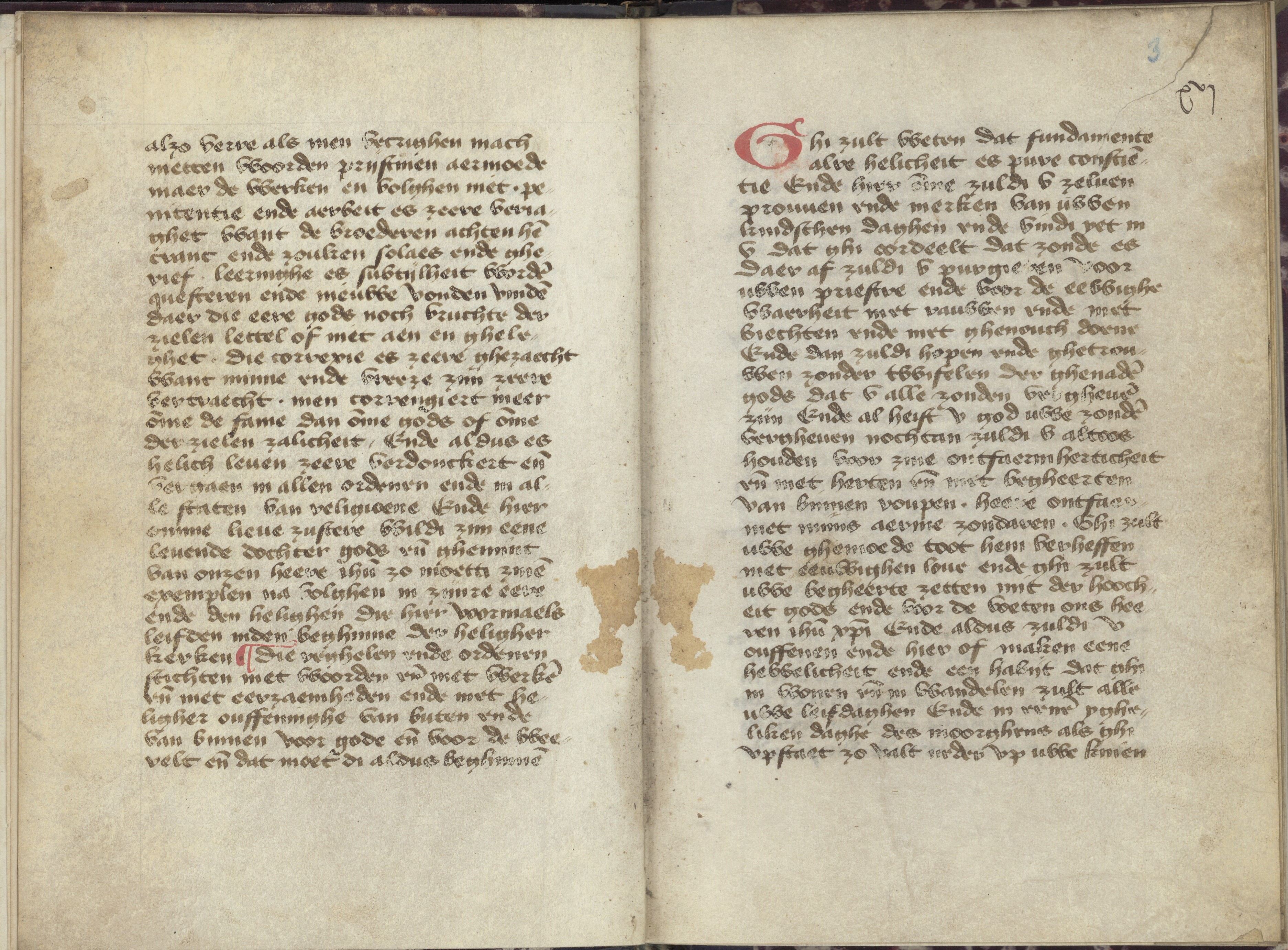
Fragment uit handschrift 1292.

Handschrift 1292, dat bewaard wordt in de Universiteitsbibliotheek Gent, bevat een belangrijke overlevering van de tekst van Vanden seven sloten. Het manuscript werd vervaardigd in de eerste helft van de vijftiende eeuw, in de Nederlanden. Het werk is gekopieerd door één enkele hand en het verhaal bestrijkt 34 folio's. Het manuscript bevat enkel de tekst van Vanden seven sloten en werd aangekocht door F.A. Snellaert ten gunste van de Universiteitsbibliotheek Gent.